# Nervijuncta tridens
Nervijuncta tridens är en tvåvingeart som först beskrevs av Frederick Wollaston Hutton 1881.  Nervijuncta tridens ingår i släktet Nervijuncta och familjen hårvingsmyggor. Inga underarter finns listade i Catalogue of Life.